# Lucas Hüsgen
Lucas Hüsgen (Weert, 1 september 1960, pseudoniem van Lucas de Jong) is een Nederlandse dichter, schrijver, essayist en fotograaf. Hij studeerde enige jaren filosofie in Utrecht, Amsterdam en Nijmegen alvorens zich fulltime op het schrijverschap te richten.

## Werken
Lucas Hüsgen debuteerde in 1992 met de roman Zeehond in wormgat (Querido) die zowel lovende als vernietigende kritieken kreeg. Ook Hüsgens latere werk riep heftige reacties op. De dichtbundel Nevels orgel (Querido, 1993) werd genomineerd voor de C. Buddingh'-prijs, het in 2005 verschenen Deze rouwmoedige schoonheid leverde een nominatie op voor de Ida Gerhardt Poëzieprijs.
Tussendoor verschenen onder meer het uitsluitend op diskette uitgebrachte gedicht Stoa (Querido, 1997), de roman Het meisje in blauwe zijde (Querido, 2002) en de essaybundel Nee, maar het gebeurt (Vantilt, 2003). Wat een romantische droom (Vantilt, 2007) is Hüsgens tweede essaybundel.
Hüsgen is tevens medewerker van de literaire tijdschriften Yang en Parmentier. Hij verzorgt teksten voor uiteenlopende muzikale projecten. Tevens is Hüsgen vertaler van Koreaanse poëzie. Zijn belangstelling voor Korea komt in meerdere publicaties tot uiting en nog het sterkst in Het meisje in blauwe zijde.
De roman Plooierijen van geschik (Querido, 2007) kwam in 2008 op de longlists van de Libris Literatuur Prijs en de Gouden Uil. Vertrekpunt van deze roman is de regentenstrijd die zich begin achttiende eeuw afspeelde in Nijmegen, de Gelderse plooierijen. Het verhaal wordt vanuit een groot aantal gezichtspunten en personages verteld.
De dichtbundel Vederbeds Lumière verscheen in december 2009, opnieuw bij Querido. Door KCG Literatuur werd het werk als compromisloze poëzie omschreven.
Uitgeverij het balanseer publiceerde in 2011 Nazi te Venlo, een literaire zoektocht naar het vermeende nazi-verleden van Hüsgens overgrootvader. Het boek werd bekroond met de J. Greshof-Prijs 2012. De jury oordeelde: "In zijn meesterlijke Nazi te Venlo komen alle motieven uit Hüsgens eerdere werk op een fraaie manier tot samenhang:van zijn fascinatie met Korea,tot zijn niet aflatende onderzoek naar de voor- en achterkant van de Romantiek,zijn politiek-maatschappelijk engagement en zijn grote maar kritische liefde voor Duitsland en de Duitse cultuur."
Uitvloeisel van Nazi te Venlo was een fotoproject Biotoop Bahnhof waarvoor Hüsgen tal van treinstations in Duitsland bezocht. Een selectie van de foto's werd eind 2016 in boekvorm uitgebracht.
Tussendoor verscheen de roman De Windbel.